# Reginald Maudling
Reginald Maudling (7 mars 1917 à North Finchley - 14 février 1979) est un homme politique britannique.

## Biographie
Après avoir aidé à reconstruire le Parti conservateur après la défaite de 1945 aux élections, il devient député à la Chambre des communes, puis Chancelier de l'Échiquier au cours des années 1960. Bien qu'ayant été considéré comme un Premier ministre potentiel en 1963, il ne réussit pas à prendre la tête du Parti conservateur, qui revient à Edward Heath en 1965. Il est ministre de l'Intérieur dans le gouvernement de Heath, où il devra notamment faire face au début du conflit nord-irlandais. Le reste de sa carrière politique est marquée par des scandales financiers et de nombreuses satires dans la presse. Il est membre du comité directeur du groupe Bilderberg. 
Il est mort à l'âge de 61 ans.